# Boję się zasnąć, boję się wrócić do domu
Boję się zasnąć, boję się wrócić do domu – EP zespołu Ścianka, promująca album Pan Planeta z 2006 roku.

## Spis utworów
1. "Boję się zasnąć, boję się wrócić do domu (radio edit)" – 4:29
2. "Druciki" – 0:10
3. "Missisipi blues" – 1:38
4. "Pan Planeta meets Wielki Defekator vs Wichura" – 8:56
5. "My friend cigarette" – 4:51